# 佐藤等
佐藤 等（さとう ひとし、1961年7月13日 - ）は、日本の公認会計士、ドラッカー研究家。アウル税理士法人代表社員、有限会社ナレッジプラザ代表取締役、ドラッカー学会共同代表。

## 経歴
北海道函館市に生まれる。1984年に小樽商科大学商学部を卒業。1990年公認会計士試験合格後に佐藤等公認会計士事務所を開業。2002年小樽商科大学大学院商学研究科修士課程修了。同年、有限会社ナレッジプラザを設立。2003年から中小企業経営者などを集めたドラッカーの読書会を開始し、17年間で通算800回以上、17都道府県24か所で開催。ファシリテータを養成する。2021年アウル税理士法人を設立し、代表社員就任。

## 著書
単著
- 『ドラッカーを読んだら会社が変わった!』（編集協力：清水祥行）日経BP社、ISBN 978-4-822-23574-1
- 『ドラッカー教授 組織づくりの原理原則』（編集協力：清水祥行）日経BP社、ISBN 978-4-296-10493-2
- 『ドラッカーに学ぶ人間学』致知出版社、ISBN978-4-8009-1264-0

編著
- 上田惇生（監修）『実践するドラッカー【思考編】』ダイヤモンド社、ISBN 978-4-478-00023-6
- 上田惇生（監修）『実践するドラッカー【行動編】』ダイヤモンド社、ISBN 978-4-478-01293-2
- 上田惇生（監修）『実践するドラッカー【チーム編】』ダイヤモンド社、ISBN 978-4-478-01457-8
- 上田惇生（監修）『実践するドラッカー【事業編】』ダイヤモンド社、ISBN 978-4-478-01717-3
- 上田惇生（監修）『実践するドラッカー【利益とは何か】』ダイヤモンド社、ISBN 978-4-478-02432-4